# Andrew Yogan
Andrew-Michael Yogan (* 4. Dezember 1991 in Coconut Creek, Florida) ist ein US-amerikanischer Eishockeyspieler, der seit August 2024 bei den Dresdner Eislöwen aus der DEL2 unter Vertrag steht und dort auf der Position des Centers bzw. linken Flügelstürmers spielt. Zuvor war Yogan unter anderem für den HC Bozen, HC Innsbruck, Fehérvár AV19, Dornbirner EC und die Graz 99ers in der ICE Hockey League aktiv und absolvierte insgesamt 167 Partien in der American Hockey League (AHL).

## Karriere

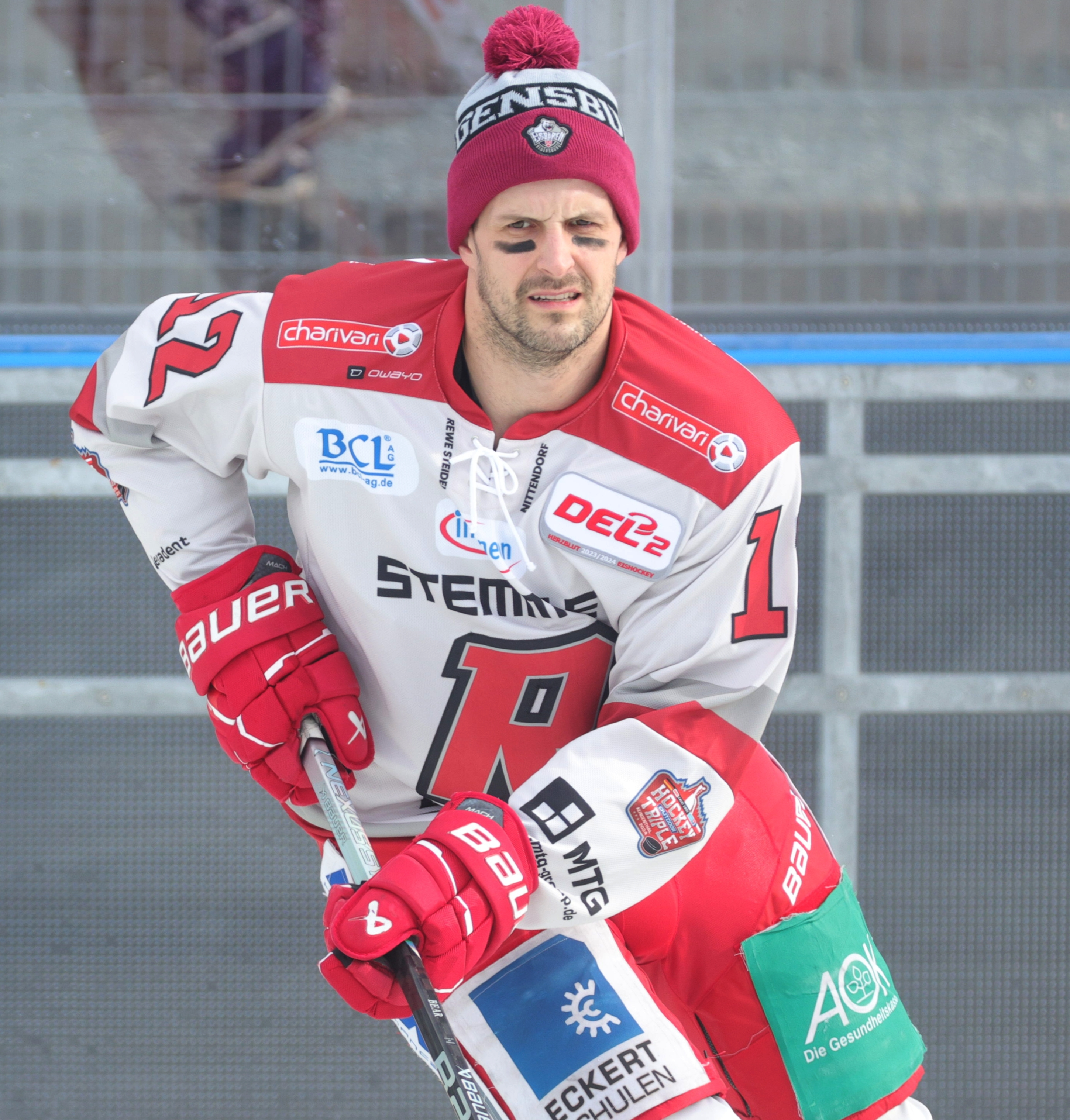
Yogan im Trikot der Eisbären Regensburg (2024)

Yogan begann seine Karriere bei den Windsor Spitfires in der kanadischen Juniorenliga Ontario Hockey League (OHL). Dort lief er für zwei Spielzeiten auf, bevor er während der Saison 2008/09 zu den Erie Otters wechselte. Zum Ende der Saison 2010/11 hatte Yogan ein kurzes Gastspiel in der American Hockey League (AHL) bei den Connecticut Whale. Vor der Saison 2011/12 wurde Yogan zu den Peterborough Petes transferiert. Zum Ende der Saison spielte er wieder vier Spiele auf Leihbasis bei den Connecticut Whale.
Für die Saison 2012/13 bekam er einen Vertrag bei den Whale. Im Frühjahr 2013 lief er noch in 15 Spielen für die Greenville Road Warriors in der ECHL auf. Zur folgenden Spielzeit wurde Connecticut wieder in Hartford Wolf Pack umbenannt; für das Team spielte er fortan. Wieder spielte er im Verlauf der Spielzeit beim Kooperationspartner, den Greenville Road Warriors. Im Sommer 2014 wechselte Yogan zu den San Antonio Rampage, bevor er zu Saisonende wieder in der ECHL ein kurzes Gastspiel bei den Cincinnati Cyclones hatte. Zur Saison 2015/16 unterschrieb der US-Amerikaner einen Vertrag bei den Cyclones. Während der Saison hatte er drei Leihverträge bei den Iowa Wild, Syracuse Crunch und St. John’s IceCaps.
Für das Ende der Saison 2016/17 und die anstehenden Playoffs wechselte Yogan erstmals nach Europa zum HC Bozen in die österreichische Erste Bank Eishockey Liga (EBEL). Ab Mai 2017 spielte er dann für zwei Jahre beim HC Innsbruck, anschließend in der Saison 2019/20 beim ungarischen EBEL-Teilnehmer Fehérvár AV19 sowie im Jahr darauf beim Dornbirner EC in der nun ICE Hockey League (ICEHL) genannten Liga. Zur Saison 2021/22 verließ Yogan nach über vier Jahren die EBEL bzw. ICEHL und wechselte in die slowakische Extraliga zum Hauptstadtklub HC Slovan Bratislava. Im Jahr darauf wechselte er zunächst zum Ligakonkurrenten HK Poprad, den er nach 15 Spielen im November 2022 aber bereits wieder verließ und sich den Graz 99ers aus der ICEHL anschloss.
Zur Spielzeit 2023/24 fügte der US-Amerikaner mit den Eisbären Regensburg aus der DEL2 einen weiteren Arbeitgeber seiner Vita hinzu. Zum Abschluss der Hauptrunde wurde er sowohl zum Stürmer als auch Spieler des Jahres der zweithöchsten deutschen Spielklasse ernannt. Mit seinen Sturmpartnern Corey Trivino und Abbott Girduckis hatte Yogan das Team als Topscorer sowie bester Torschütze in Hauptrunde auf den zweiten Platz am Ende der Hauptrunde geführt. In den anschließenden Playoffs gewann er mit den Eisbären die DEL2-Meisterschaft und war abermals Topscorer und bester Torschütze der Playoffs. Nach diesem Erfolg verließ er den Klub und unterzeichnete im August 2024 einen Zweijahresvertrag beim Ligakonkurrenten Dresdner Eislöwen. Mit den Eislöwen wiederholte Yogan den Titelgewinn des Vorjahres, der durch die im Vorfeld beantragte und erteilte Lizenz gleichbedeutend mit dem Aufstieg in die Deutsche Eishockey Liga (DEL) war.

## Erfolge und Auszeichnungen
| - 2022 Slowakischer Meister mit dem HC Slovan Bratislava - 2024 DEL2-Meister mit den Eisbären Regensburg - 2024 Topscorer der DEL2-Hauptrunde - 2024 Bester Torschütze der DEL2-Hauptrunde - 2024 Topscorer der DEL2-Playoffs | - 2024 Bester Torschütze der DEL2-Playoffs - 2024 DEL2-Spieler des Jahres - 2024 DEL2-Stürmer des Jahres - 2025 DEL2-Meister und Aufstieg in die DEL mit den Dresdner Eislöwen |

## Karrierestatistik

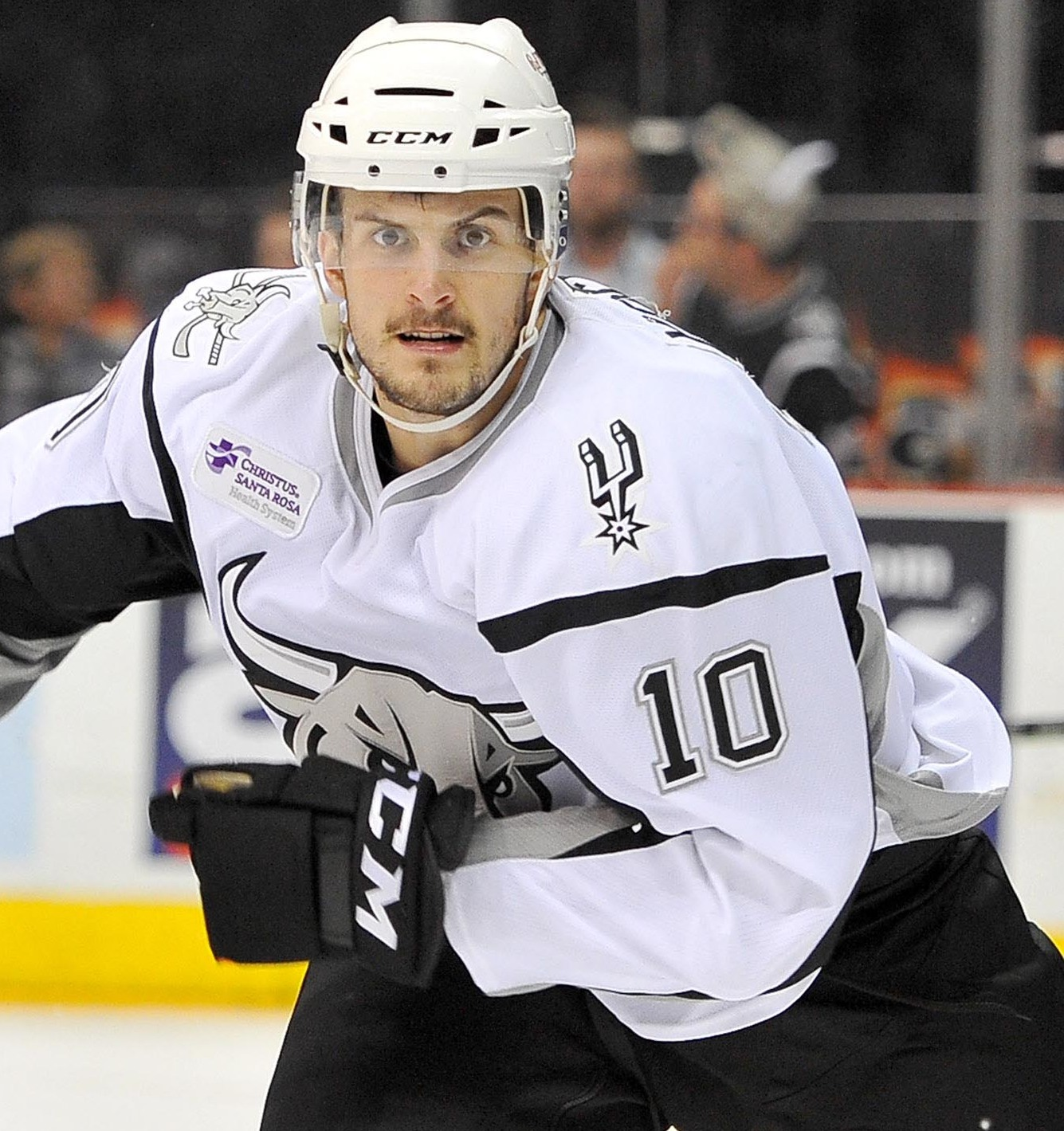
Yogan als Spieler der San Antonio Rampage (2014)

Stand: Ende der Saison 2024/25
(Legende zur Spielerstatistik: Sp oder GP = absolvierte Spiele; T oder G = erzielte Tore; V oder A = erzielte Assists; Pkt oder Pts = erzielte Scorerpunkte; SM oder PIM = erhaltene Strafminuten; +/− = Plus/Minus-Bilanz; PP = erzielte Überzahltore; SH = erzielte Unterzahltore; GW = erzielte Siegtore; 1 Play-downs/Relegation; Kursiv: Statistik nicht vollständig)